# Universidad Tecnológica del Norte de Guanajuato
La Universidad Tecnológica del Norte de Guanajuato (UTNG) es una institución tecnológica pública de educación superior con sede en los municipios de Dolores Hidalgo y Victoria, en el estado de Guanajuato. Inició operaciones el 5 de septiembre de 1994. Esta institución ofrece carreras de técnico superior universitario (TSU) e ingenierías.

## Antecedentes
En el año 1989 la Secretaría de Educación Pública (SEP) inició un programa de evaluación y mejoramiento de la educación superior que abarcó tanto universidades públicas como privadas. Con base en experiencias de otros países e información del Dr. Philip H. Coombs, presidente del Consejo Internacional para el Desarrollo de la Educación y director fundador del Instituto Internacional de Planeamiento de la Educación de la UNESCO, se desarrolló un nuevo modelo pedagógico en la que se definían nuevas opciones de educación superior.
En 1991 surgen las Universidades Tecnológicas (UTs) en México como organismos públicos descentralizados de los gobiernos estatales, con personalidad jurídica y patrimonio propios, como parte del Plan Nacional de Desarrollo 1989 - 1994 del presidente de la república Carlos Salinas de Gortari.
En México, las Universidades Tecnológicas fueron creadas con tres finalidades:
- Descentralizar los servicios educativos superiores y favorecer a las comunidades en desventaja.
- Ampliar y diversificar la oferta educativa.
- Favorecer la vinculación entre la academia y el sector productivo.

## Historia

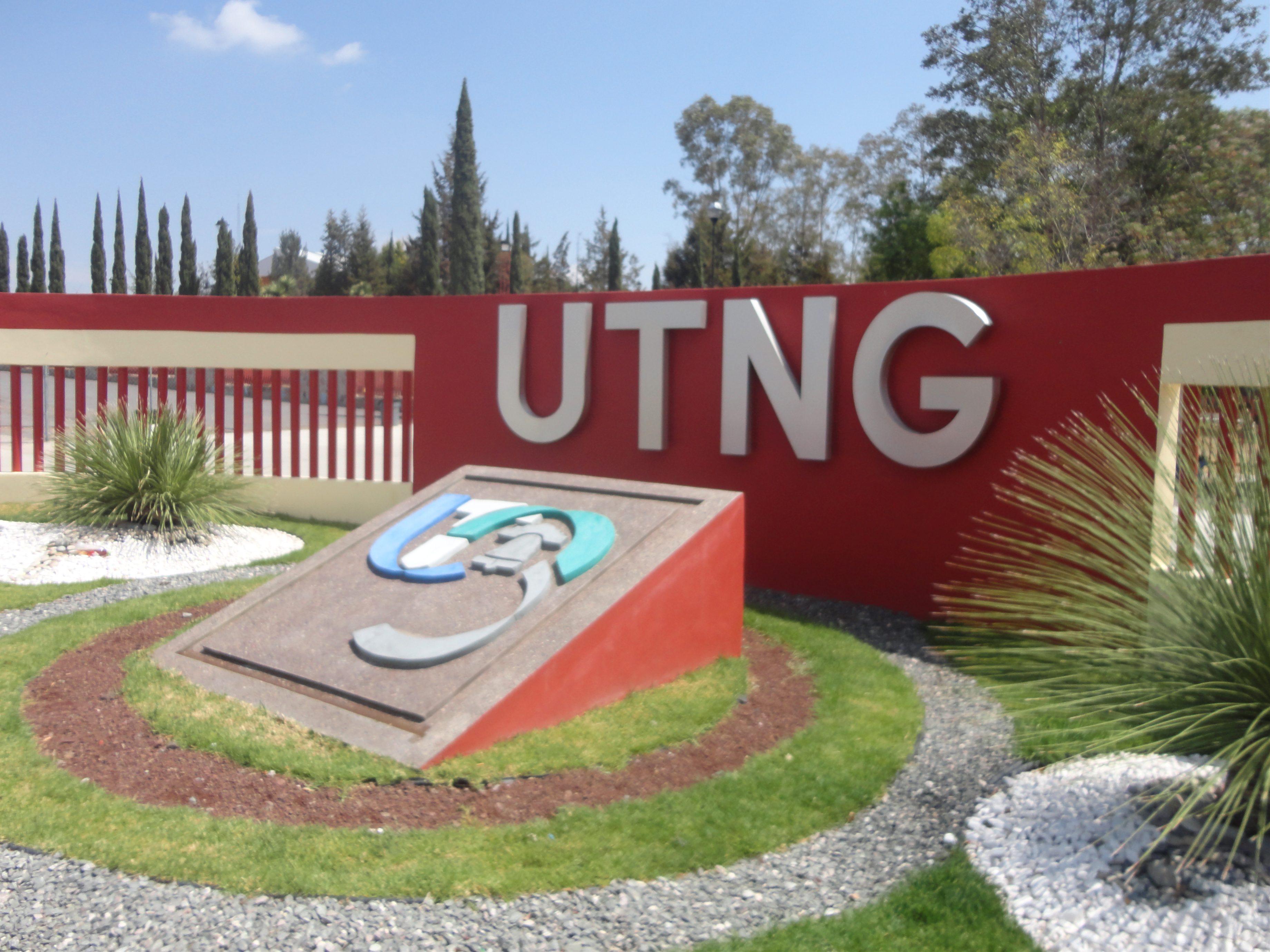
Entrada principal del campus Dolores Hidalgo.

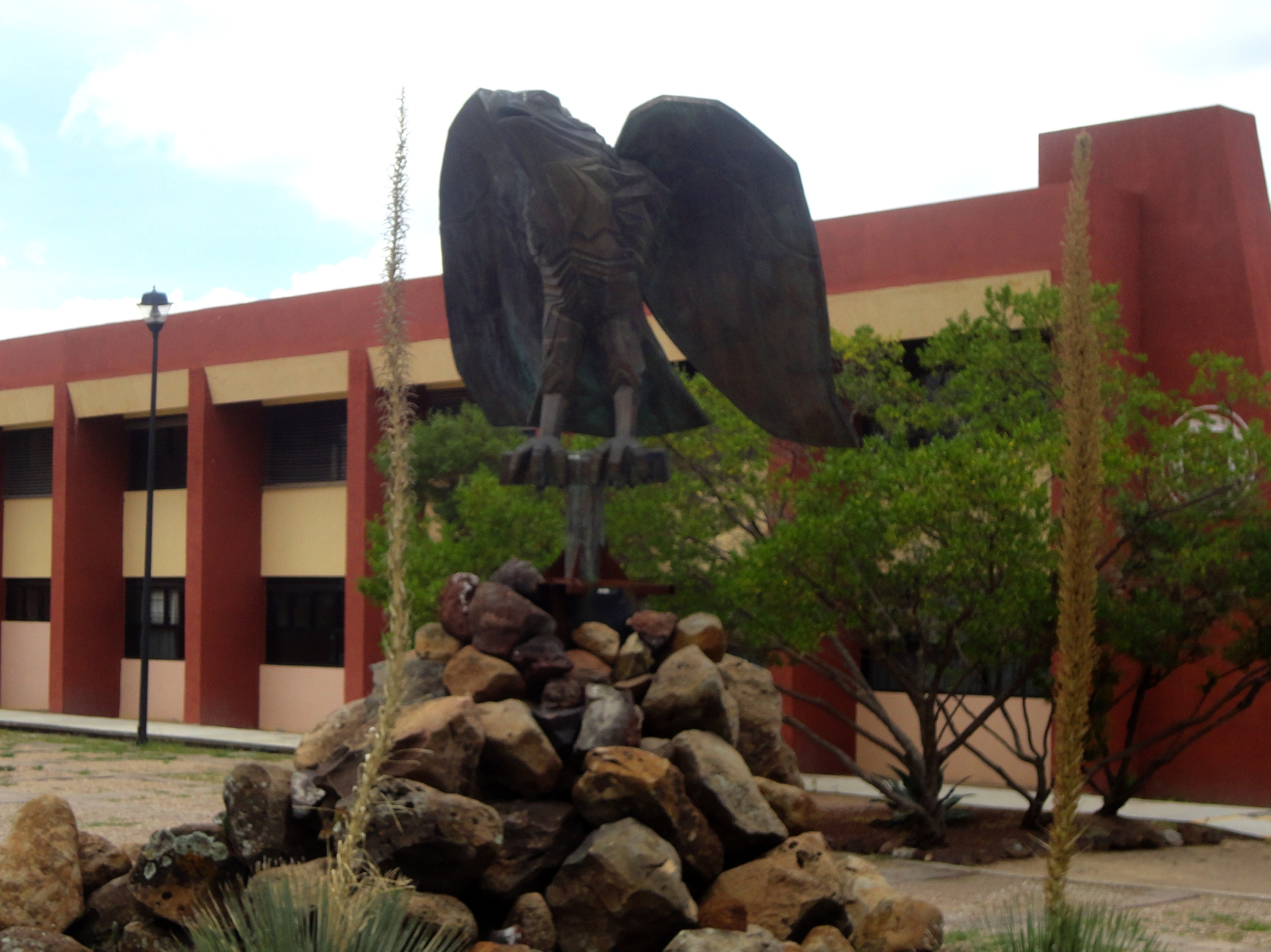
El Águila de la Renovación del escultor Miguel Peraza Menéndez.

El 5 de septiembre de 1994, con Carlos Medina Plascencia como gobernador del estado de Guanajuato, inicia operaciones la Universidad Tecnológica del Norte de Guanajuato (UTNG), siendo la primera universidad tecnológica del estado y la quinta a nivel nacional. Inicialmente ofreciendo las carreras de Técnico Superior Universitario en comercialización y procesos de producción. En 1996 se pone en marcha una célula de desarrollo software como parte del Fomento al Desarrollo del Software del gobierno federal.
La UTNG ha tenido convenios y colaboraciones con instituciones y empresas del ramo tecnológico. En el año 2000 se establecen las primeras academias regionales de las empresas Estadounidenses Sun Microsystems y Cisco Systems a nivel nacional. En ese mismo año se firman un convenios con las empresas Progress Software y Oracle teniendo como beneficio la donación de licencias y la capacitación docente.
En el año 2002 la universidad obtiene la certificación de calidad ISO 9001:2000, siendo la primera institución educativa del estado de Guanajuato en certificarse bajo esta versión de la norma.
En el año 2005 se obtiene el nivel 1 en la evaluación de los Comités Interinstitucionales para la Evaluación de la Educación Superior (CIEES) de 6 programas educativos de Técnico Superior Universitario y para 2006 se amplía la certificación ISO 9001:2000 a los procesos de Educación Continua y Servicios Tecnológicos.
En 2007 la UTNG logra la acreditación de todos sus programas por parte de los CIEES y en 2009 se obtiene la certificación bajo la norma de calidad ISO 9001:2008, con alcance a la Unidad Académica Victoria. En este año comienza a ofertarse estudios de ingeniería.
Desde 2013 se han firmado convenios de colaboración con empresas como American Axle & Manufacturing (AAM), MTI Consultoría y NAD Global.

## Oferta académica

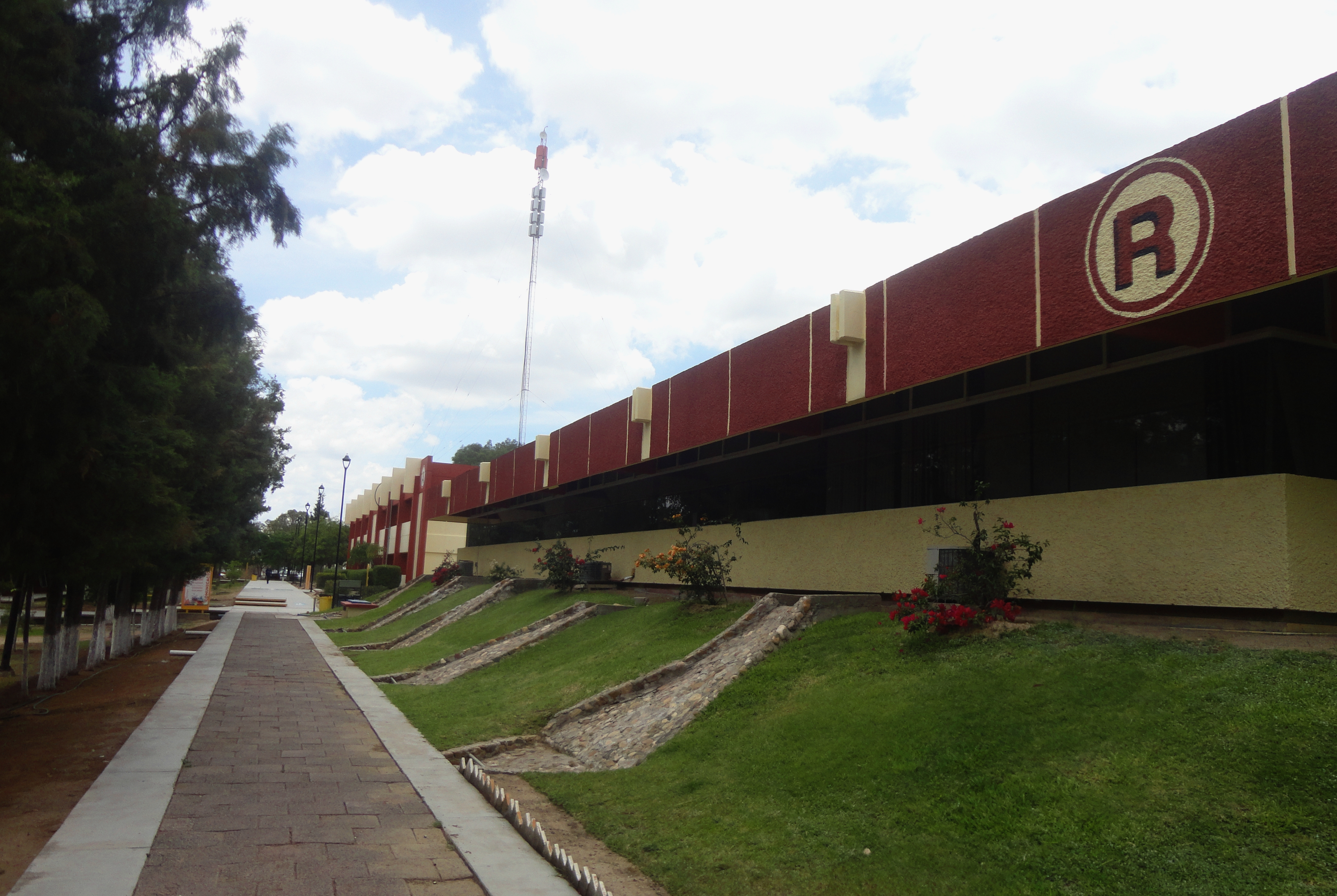
Edificios dentro del campus Dolores Hidalgo.

Las carreras ofrecidas por la Universidad Tecnológica del Norte de Guanajuato se encuentran acreditadas por instituciones y normas tales como la norma ISO 9001:2008; Consejo para la Acreditación de la Educación Superior (Copaes); Evaluación CIEES (Comités Interinstitucionales para la Evaluación de la Educación Superior); CACECA (Consejo de Acreditación en la Enseñanza de la Contaduría y Administración); CONAIC (Consejo Nacional de Acreditación en Informática y Computación) y CACEI (Consejo de Acreditación de la Enseñanza de la Ingeniería)

### Campus Dolores Hidalgo[11][12]
- TSU Administración área Capital Humano
- TSU Contaduría
- TSU Desarrollo de Negocios área Mercadotecnia
- TSU Turismo Área Hotelería
- TSU Energías renovables área Calidad y Ahorro de Energía
- TSU Mecatrónica área Instalaciones Eléctricas Eficientes
- TSU Procesos industriales área manufactura
- TSU Desarrollo de software multiplataforma
- TSU Diseño Digital
- TSU Infraestructura de Redes digitales
- TSU Entornos Virtuales y Negocios Digitales
- Licenciatura en Contaduría
- Licenciatura en Gestión del Capital Humano
- Licenciatura en Innovación de Negocios y Mercadotecnia
- Ingeniería en Mecatrónica
- Ingeniería en Tecnologías de la Producción
- Ingeniería en Desarrollo y Gestión de Software
- Ingeniería en Redes Inteligentes y Ciberseguridad
- Ingeniería en Entornos Virtuales y Negocios Digitales (Abierta en enero de 2021)

### Campus Victoria
- TSU Administración área capital humano
- TSU Procesos industriales área manufactura
- TSU Desarrollo de negocios área mercadotecnia

## Servicios[13]

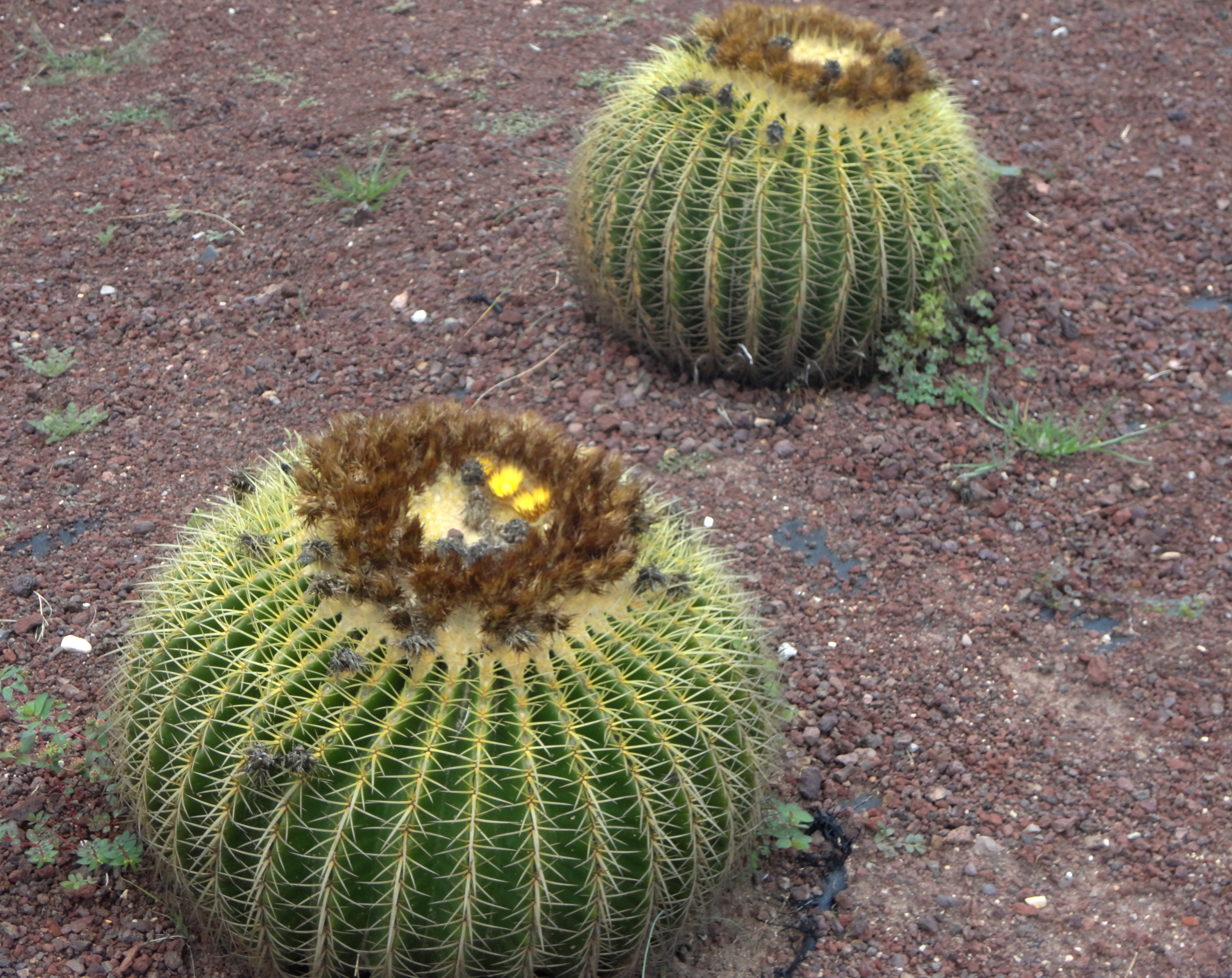
Cactáceas en áreas verdes de la UTNG.

Agricultura protegida: reproducción y manejo de cactáceas, así como capacitación y asesoría sobre jardines xéricos, cultivo de jitomate, huertos urbanos y lombricomposta.
Bolsa de trabajo: asesoría y apoyo para la búsqueda de empleo.
Centro de evaluación CONOCER (Red de Prestadores de Servicios): evaluación con fines de certificación de las competencias de la personas con base en un determinado Estándar de Competencia.
Desarrollo de software: se cuenta con un Centro Avanzado de Desarrollo de Software (CADES), brindando servicio de desarrollo software a empresas, instituciones educativas y gobierno.
Educación Continua: servicios de actualización, capacitación, asesorías y servicios especializados a egresados, empresas, organismos y sociedad en general.
Incubadora de empresas: la UTNG cuenta con una incubadora de empresas de tecnología intermedia: Centro de Innovación y Desarrollo de Empresas del Norte de Guanajuato, la cual es reconocida por la Secretaria de Economía, y forma parte de la Red Nacional de Incubadoras de Empresas del Subsistema de la Universidad Tecnológica y de la Red Estatal de Incubadoras de Guanajuato.
Renta de espacios: renta de distintas instalaciones de los campus.
Servicios empresariales: actividades de consultoría, asistencia técnica y transferencia de tecnología a empresas o instituciones que lo requieran.